# フクロネコ形目
フクロネコ形目（フクロネコけいもく、Dasyuromorphia）は、哺乳綱に分類される目。別名フクロネコ目。

## 分類
本目を構成する科は、以前は有袋目（フクロネズミ目）でオポッサム類などとともに多門歯亜目Polyprotodontaに分類されていた。有袋目も適応拡散しているため複数の目に分ける説が有力となり、独立した目とする説が有力とされる。
以下の分類は、現生分類群についてはGroves(2005)に従う。和名は川田ら(2018)に従う。
- フクロネコ科 Dasyuridae
- フクロアリクイ科 Myrmecobiidae
- †フクロオオカミ科 Thylacinidae
- †Malleodectes科[5]

## 画像

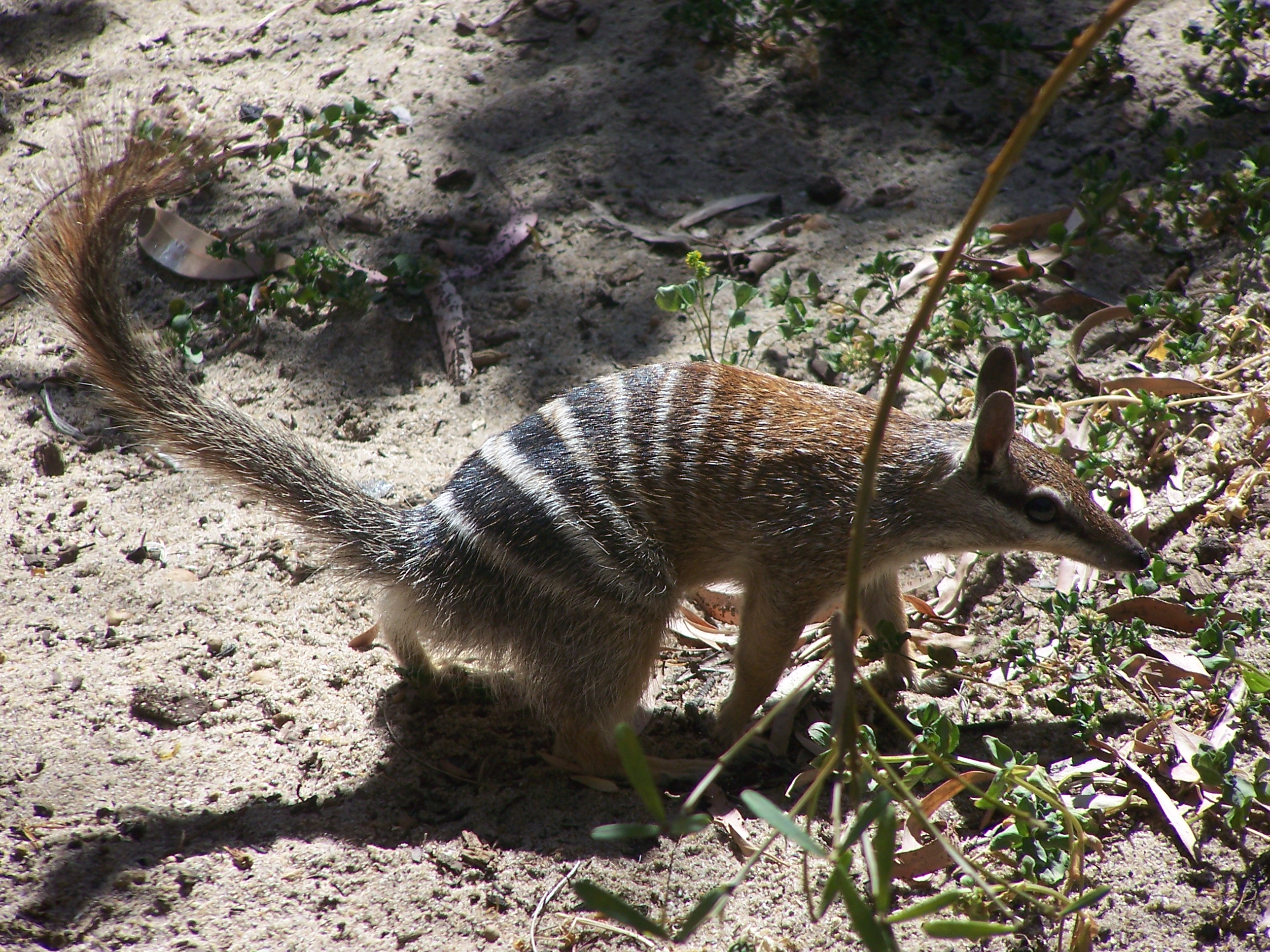
フクロアリクイ Myrmecobius fasciatus （フクロアリクイ科）